# 窃視症
窃視症（せっししょう、scopophilia）とは、裸体などを覗き見ることによって興奮し、性的快感を得ること、その症状。DSM-5では窃視障害（せっししょうがい、英語: Voyeuristic Disorder）に名称が変更された。
通常は、警戒していない見知らぬ人の裸や衣服を脱ぐ行為、または他の人の性行為を見ることに強い性的嗜好を有すること。瞠視症（どうししょう）とも言う。日常語では「覗き癖」、「出歯亀」などとよばれる。

## 定義
精神医学的障害の一種である。

## 診断
窃視症の診断基準
（出典：別冊日本臨床領域別症候群シリーズNo.39）
- A.　少なくとも6カ月間にわたり、警戒していない人の裸､衣服を脱ぐ行為、または性行為を行っているのを見るという行為に関する、強烈な性的に興奮する空想、性的衝動、または行動が反復する。
- B. その人が性的衝動を行動に移している、またはその性的衝動や空想のために、著しい苦痛または対人関係上の困難が生じている。

類似概念のいくつかを以下に挙げる。
Scoptlagnia
他者の性行動を見ることで性的に興奮すること。
Scopophilia
他者が衣服を脱ぐのを見ることで性的に興奮すること。
Scoptophilia
同意のある他者の性器や性行動を見て性的に興奮すること。
Troilism
自分のパートナーが他者と性行動をしているのを見て性的に興奮すること。
Pictophilia
性的な画像やビデオを見ることで性的に興奮すること。